# Drynaria cordifolia
Drynaria cordifolia là một loài thực vật có mạch trong họ Polypodiaceae. Loài này được (L.) Fée miêu tả khoa học đầu tiên năm 1852.